# Zmajski red
Zmajski red je u 15. stoljeću, na području Ugarske i Hrvatske, osnovao hrvatski i ugarski kralj Žigmund Luksemburški, (12. prosinca 1408. godine) a njegovi članovi bili su velikaši na području kraljevstva. Prvobitno je Red imao 21 člana, sve odreda iz visokog plemstva.Znak ovog viteškog reda bio je zmaj kojeg su članovi nosili na odjeći i dodavali svojim grbovima. Obično je zmaj dodavan oko grba - kao na zaglavnom kamenu u srednjovjekovnoj valpovačkoj kuli, čiji je graditelj i vlasnik Ivan Morović bio jedan od vitezova zmajonosaca.